# Sabrina (film, 1995)
Sabrina är en amerikansk film från 1995, i regi av Sydney Pollack. I huvudrollerna ses Julia Ormond, Harrison Ford och Greg Kinnear. Filmen är en nyinspelning av Sabrina från 1954.

## Rollista i urval
- Harrison Ford - Linus Larrabee
- Julia Ormond - Sabrina Fairchild
- Greg Kinnear - David Larrabee
- Nancy Marchand - Maude Larrabee
- John Wood - Fairchild
- Richard Crenna - Patrick Tyson
- Angie Dickinson - Ingrid Tyson
- Lauren Holly - Elizabeth Tyson
- Dana Ivey - Mack
- Miriam Colon - Rosa
- Elizabeth Franz - Joanna
- Fanny Ardant - Irene
- Valérie Lemercier - Martine
- Patrick Bruel - Louis
- Becky Ann Baker - Linda
- Paul Giamatti - Scott